# Amallothrix gracilis
Amallothrix gracilis är en kräftdjursart som först beskrevs av Sars 1905.  Amallothrix gracilis ingår i släktet Amallothrix och familjen Scolecitrichidae. Inga underarter finns listade i Catalogue of Life.